# Hephzibah
Hephzibah – miasto w Stanach Zjednoczonych, w stanie Georgia, w hrabstwie Richmond.